# 11507 Danpascu
11507 Danpascu eller 1990 OF är en asteroid i huvudbältet som upptäcktes 20 juli 1990 av den amerikanske astronomen Eleanor F. Helin vid Palomar-observatoriet. Den är uppkallad efter astronomen Dan Pascu.